# Kaihlanen (sjö i Pieksämäki, Södra Savolax)
Kaihlanen är en sjö i kommunen Pieksämäki i landskapet Södra Savolax i Finland. Arean är 37 hektar och strandlinjen är 4,52 kilometer lång. Sjön  ingår i Kymmene älvs huvudavrinningsområde.   Den ligger omkring 78 kilometer norr om S:t Michel och omkring 270 kilometer norr om Helsingfors. 